# Pero alticola
Pero alticola là một loài bướm đêm trong họ Geometridae.